# Josef Ohrwalder
Josef Ohrwalder, né le 6 mars 1856 à Lana (Tyrol du Sud) et mort le 7 août 1913 à Omdurman au Soudan, est un missionnaire catholique autrichien qui pénétra au Soudan, fut détenu par les mahdistes pendant dix ans et laissa des Mémoires.

## Biographie

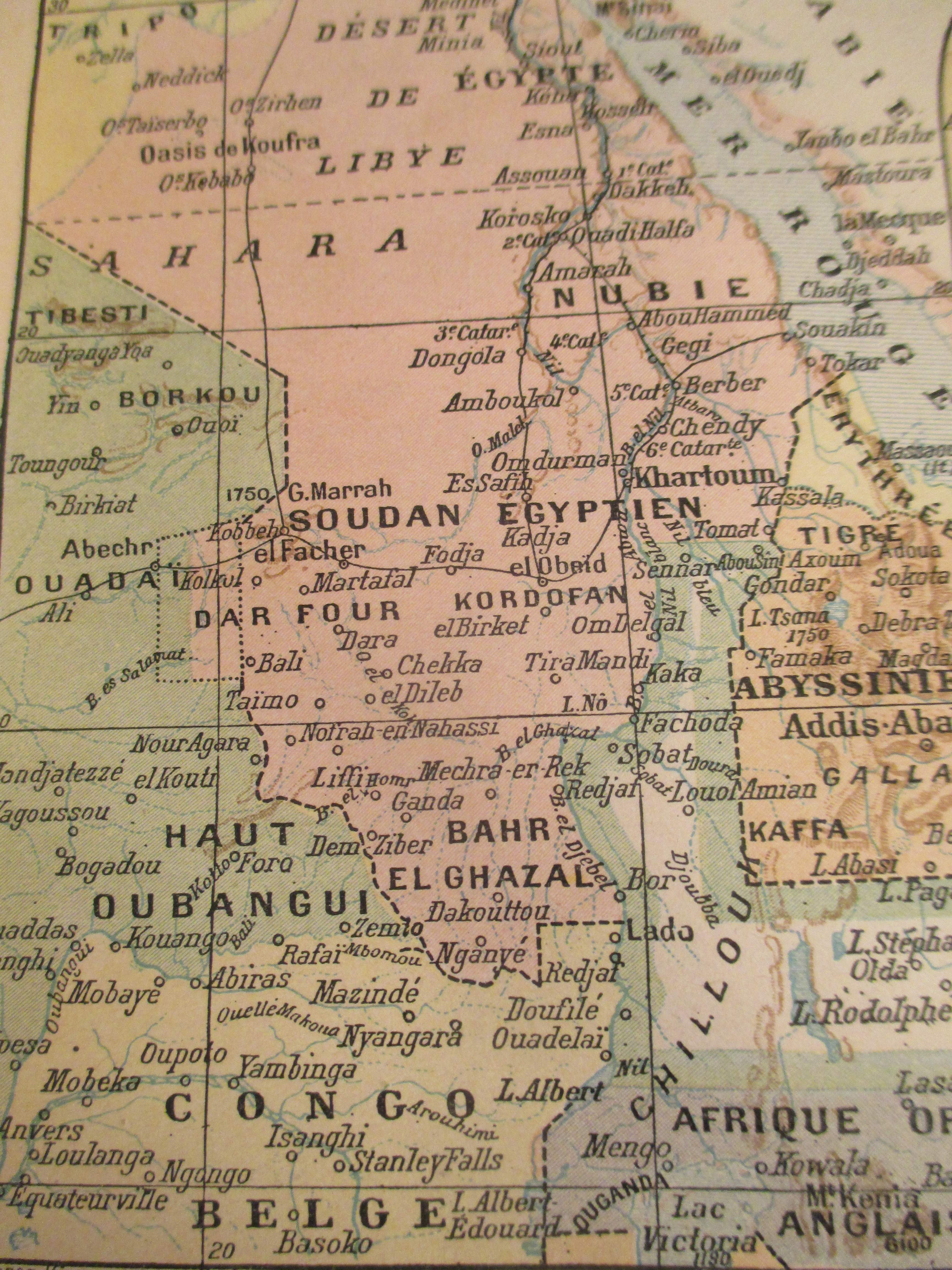
Carte du Soudan égyptien.

Josef Ohrwalder entre chez les missionnaires comboniens du Sacré-Cœur à Vérone à l'âge de dix-neuf ans. Il est ordonné prêtre en 1880 au Caire, où la congrégation est implantée, et il est affecté à la station missionnaire de Delen en décembre 1880. Il part donc plus au sud de Khartoum et missionne en 1881 dans les monts Nouba avec le P. Luigi Bonomi (1841-1927) auprès des tribus Noubas animistes à partir de la station de Delen. La région est dangereuse et attaquée par des pillards musulmans (notamment les Baggaras) qui organisent des razzias d'esclaves. Quelque temps plus tard la guerre des mahdistes commence et les missions des comboniens sont détruites. Comme seize autres missionnaires ou religieuses de la région, le P. Ohrwalder est fait prisonnier par les mahdistes fanatiques. Son tour arrive le 15 septembre 1882 et il est emprisonné à El Obeid. Il est vendu en esclavage et devient chamelier, changeant plusieurs fois de maîtres. Quatre ans plus tard, il est détenu à Omdurman, place forte des mahdistes à côté de Khartoum. Il n'est plus esclave et il est détenu dans le quartier des prisonniers chrétiens sous la surveillance d'un moqqadem. Il apprend le métier de fabricant de savon, puis confectionne des rubans. Il survit à la maladie (notamment la dysenterie) et aux disettes qui font des centaines de morts chaque année dans la capitale du Mahdi. Ce n'est que le 29 novembre 1891 qu'il arrive à s'échapper avec deux religieuses comboniennes italiennes. Ils rejoignent un avant-poste égyptien, parcourant 500 milles en une semaine. Le P. Ohrwalder publie au Caire (il est ensuite publié à Innsbruck en 1892) un livre racontant ses neuf années de captivité. Il le fait grâce à l'aide d'un officier des renseignements britannique, le major Wingate (futur gouverneur du Soudan anglo-égyptien), qui le traduit en anglais. Son livre de souvenirs s'intitule Aufstand und Reich des Mahdi im Sudan und meine zehnjährige Gefangenschaft dortselbst (La Révolte et l'empire mahdi au Soudan et mes dix années de captivité là-bas). Ce livre rencontre un grand écho, ainsi que celui de Slatin Pacha (qui avait accompagné le P. Ohrwalder avant sa captivité), Feuer und Schwert im Sudan dans un contexte de combat des forces britanniques contre le califat d'Omdurman. Ils sont traduits en plusieurs langues. Les mahdistes sont vaincus à la bataille d'Omdurman par Kitchener.
Après un court séjour en Autriche, le P. Ohrwalder repart pour l'Égypte en 1892, puis au Soudan libéré des mahdistes. Sa congrégation l'envoie d'abord travailler à Suakin à la frontière avec l'Égypte, petit port qui avait été l'unique point de passage pendant dix ans des troupes britanniques allant se battre contre les mahdistes. Il est le premier missionnaire à retourner au Soudan après cette guerre, en compagnie d'un frère des écoles chrétiennes allemand, le P. Wilhelm Banholzer. Il retrouve les restes du fondateur des comboniens, Daniel Comboni, inhumés dans l'ancienne mission de Khartoum, devenue caserne britannique. Ils sont transférés pour être enterrés dans un premier temps à Assouan. Le P. Ohrwalder consacre à cette mission du Soudan le reste de sa vie. Il meurt d'un infarctus à Omdurman, son « port d'attache », en 1913, à l'âge de 57 ans.

## Bibliographie

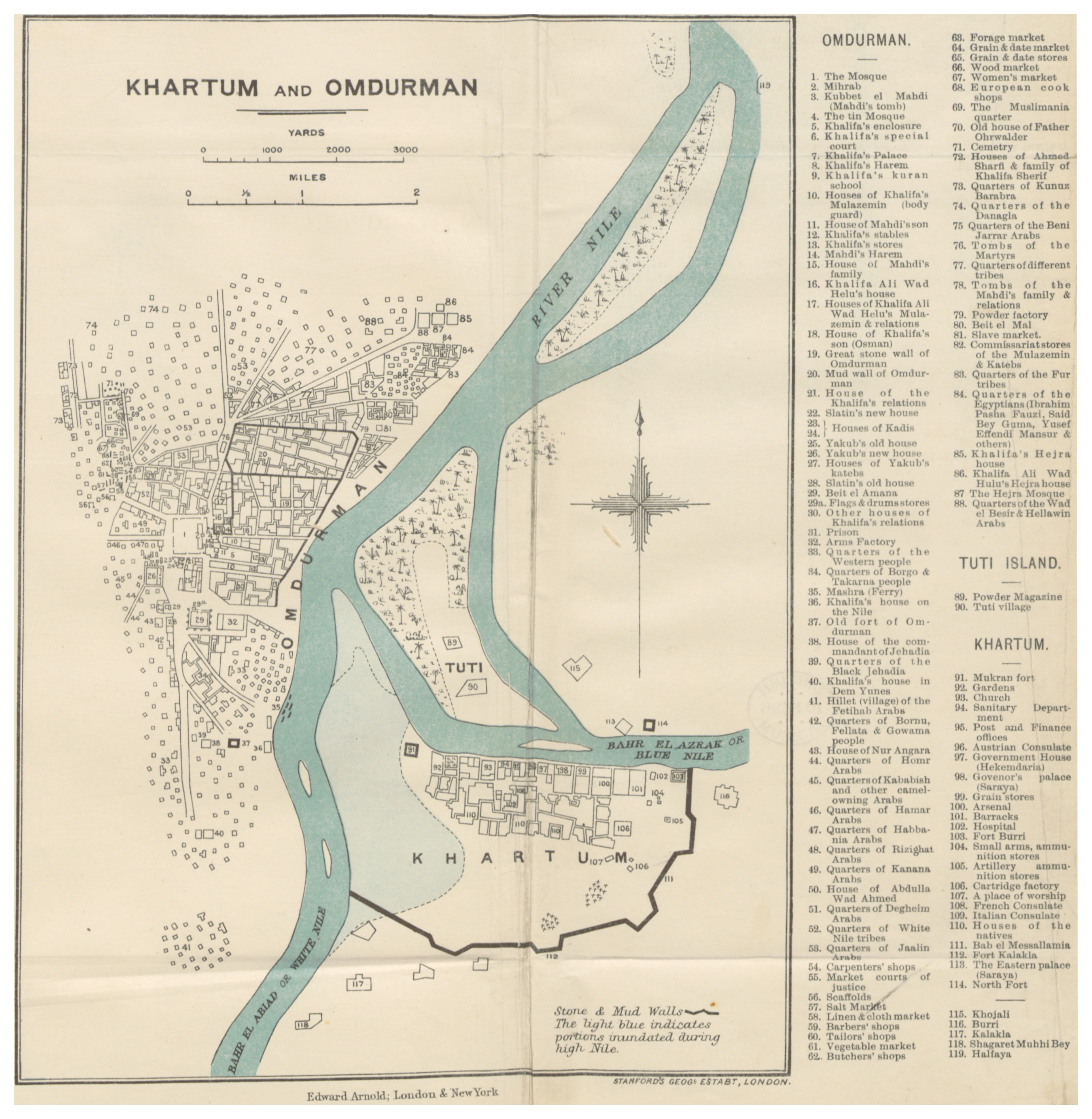
L'ancienne maison du P. Ohrwalder au moment de sa fuite d'Omdurman, se trouve en haut à gauche, n°70.

## Œuvre

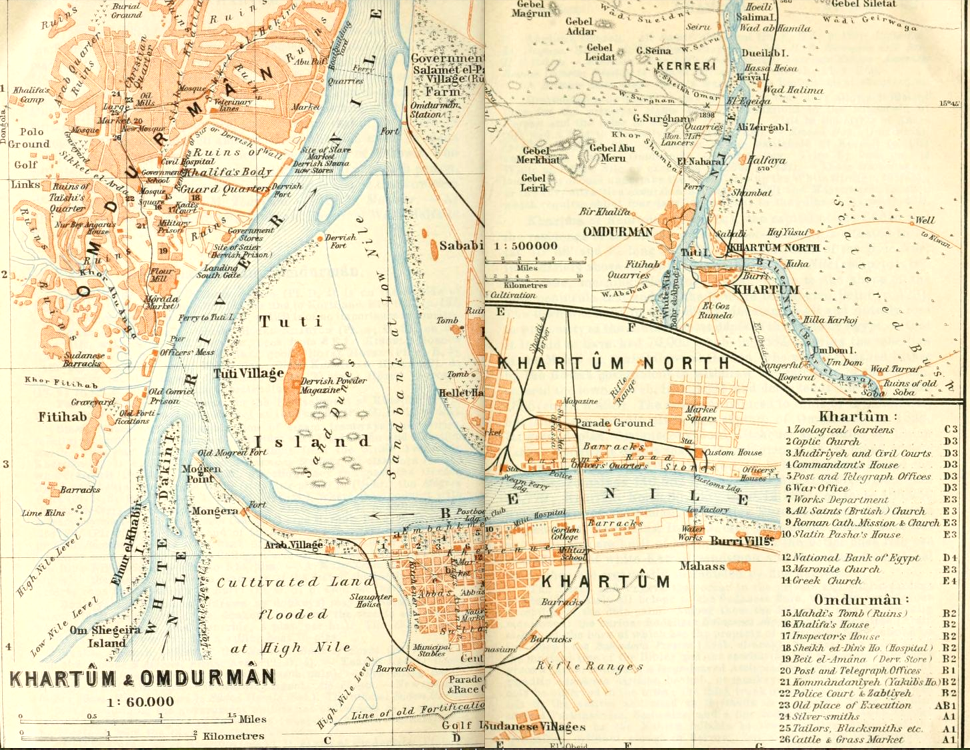
Khartoum et Omdurman.

- (de) Aufstand und Reich des Mahdi im Sudan und meine zehnjährige Gefangenschaft dortselbst, Innsbruck, 1892.